# قلعه شاهدژ (نهبندان)
قلعه شاهدژ (نهبندان) مربوط به دوره سلجوقیان اسماعیلیه است و در ۶ کیلومتری شرق نهبندان، برفرازکوه شاهدژ واقع شده و این اثر در تاریخ ۲۷ دی ۱۳۷۷ با شمارهٔ ثبت ۲۲۶۲ به‌عنوان یکی از آثار ملی ایران به ثبت رسیده‌است.